# Коллективный капитализм
Коллекти́вный капитали́зм — японская модель капитализма. Коллективный капитализм утверждает приоритет корпоративного духа, наслаивающегося на национальные докапиталистические традиции (например, конфуцианские). Капитал свободно концентрируется в руках немногих корпораций (дзайбацу), которые тесно сотрудничают с государственным аппаратом.
Концепцию коллективного капитализма в начале 60-х годов предложил американский экономист Г. Минс (англ. Gardiner Coit Mins) для подчеркивания нарастания «социалистических» элементов в капитализме, где акционерный капитал подрывает определение капитализма Маркса как системы основанной на господстве частной собственности. Фактически, речь идёт о «трансформации» капитализма в новый общественный строй.
Согласно этой теории, отличительные черты современного капитализма: концентрация производства на крупных акционерных предприятиях и коллективный характер труда, переход контроля над предприятиями от собственников капитала к наёмным управляющим.